# ارنست میلر
ارنست میلر (انگلیسی: Ernest Miller؛ زادهٔ ۱۴ ژانویهٔ ۱۹۶۴) بازیگر و قهرمان سابق کشتی کج اهل ایالات متحده آمریکا است.
از فیلم‌ها یا برنامه‌های تلویزیونی که وی در آن نقش داشته‌است، می‌توان به کشتی‌گیر اشاره کرد.